# Thallomys shortridgei
Thallomys shortridgei — вид гризунів родини мишевих (Muridae). Зустрічається тільки в ПАР. Його природне середовище проживання — субтропічні або тропічні сухі чагарники.